# マンダリンオレンジ

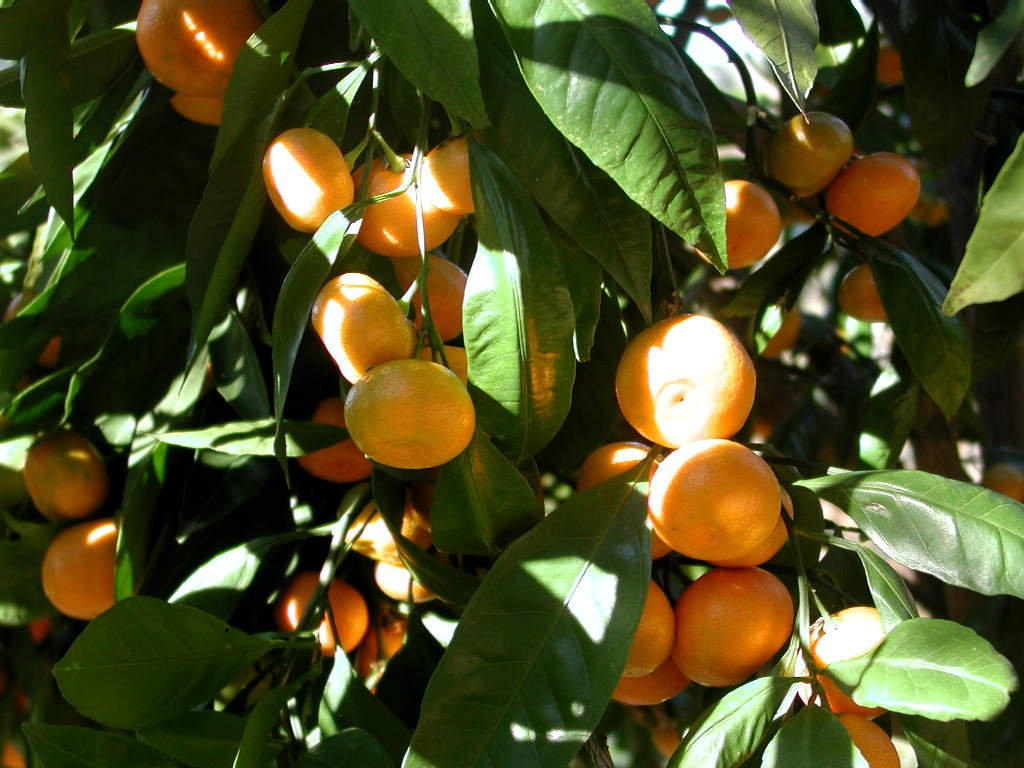
マンダリンオレンジの樹木

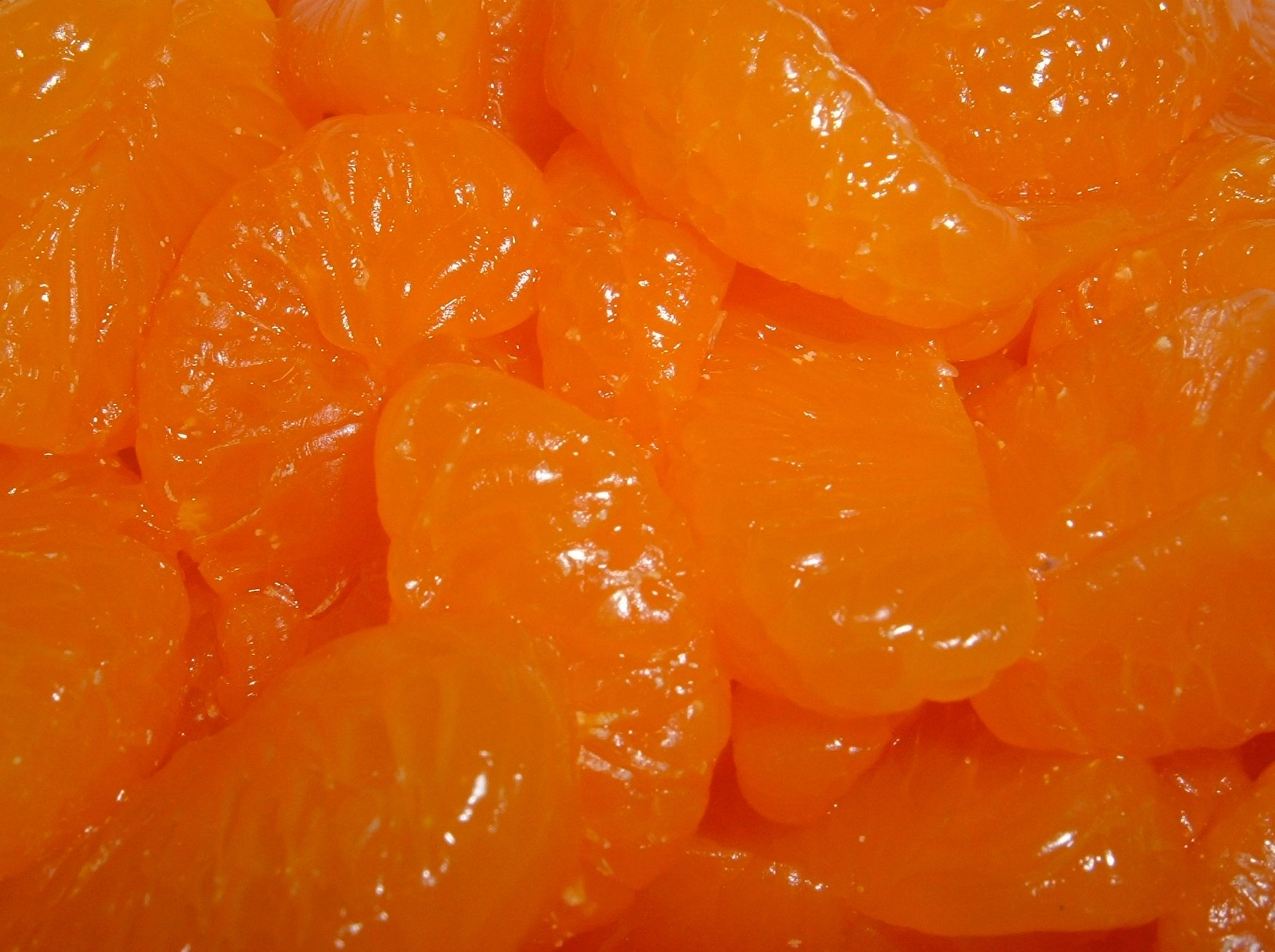
マンダリンオレンジの缶詰

マンダリンオレンジ（学名: Citrus reticulata）は、ミカン属の柑橘類。常緑低木で白い花をつけ、秋から冬に食用となる果実をつける。果皮が薄く手でむくことができるのが特徴である。

## 品種の派生
マンダリンの原産地はインドのアッサム地方で、これが交雑などで変化しながら世界各地に伝播したものと考えられている。中国経由で日本に伝わったものからウンシュウミカン、一方中東を経て地中海沿岸に伝わったものから地中海マンダリンやクレメンティン（クレメンタイン、英: Clementine）、さらにモロッコからフロリダに伝わったものからダンシータンジェリンといった栽培種が発生している。タンジェリンはマンダリンよりも実が大きく味は薄いが、香りが強い。またマンダリンダンマリンといった小型の亜種は南半球で生産されている。
マンダリンとタンジェリン（英: Tangerine）は植物学上は同一分類のCitrus reticulata種に属し、成熟した果実の果皮の色が黄色～橙色のものをマンダリン、橙色～赤色のものをタンジェリンと呼ぶ。なお、ポンカンもreticulataの仲間である。

## 名前の由来
マンダリンは中国清朝の官吏のこと。彼らが身につけていた服の色による。Tangerineはタンジール（Tangier）人、つまりモロッコ人のことである。

## 利用
果皮が剥きやすく酸味が弱く糖度が高いため、生食用に多く消費されている。
漢方で使われる陳皮はマンダリン、または温州蜜柑の皮のことである。
マンダリンの乾燥させた果皮を漬け込んで作るリキュールがマンダリン（mandarine、マンダリンリキュール）である。
また、マンダリンの果皮を圧搾してマンダリン・オイルという精油が採られ、香料やアロマテラピーで用いられる。アロマテラピーではオレンジやグレープフルーツより刺激の少ない香気が子供に好かれやすいとして重宝される。

## 中国における文化
中国では、橘または桔という。晏子春秋の内篇雑下第六第十章に「南橘北枳」という言葉があり、これは南に植わっている橘を北に移せば枳(カラタチ)になるように、人は場所によって影響されるということを表している。
屈原の詩に「橘頌」があり、朱熹は「楚辞集注」の中で、「旧説『屈原自比志節如橘，不可移徙』，是也。篇内意皆放此。」や「言橘之高潔，可比伯夷，宜立以為像而效法之，亦因以自托也。」と言う。
また王夫之は「楚詞通釈」のなかで「橘頌」を評して「橘者，南方之嘉木也。……因比物類志為之頌，以自旌焉」;「受命不遷，……難於徙而更易之，其志壹矣。桔不踰淮，喩忠臣生死依於宗国」;「横而不流兮，……喩君子雜處於濁世，而不隨横逆以倶流」と言った。
宋代の詩人で唐宋八大家のひとりである蘇軾は「贈劉景文」のなかで「一年好景君須記，最是橙黄橘緑時(一年の好景　君須らく記すべし、最もなるは橙黄と橘緑の時)」と述べている。

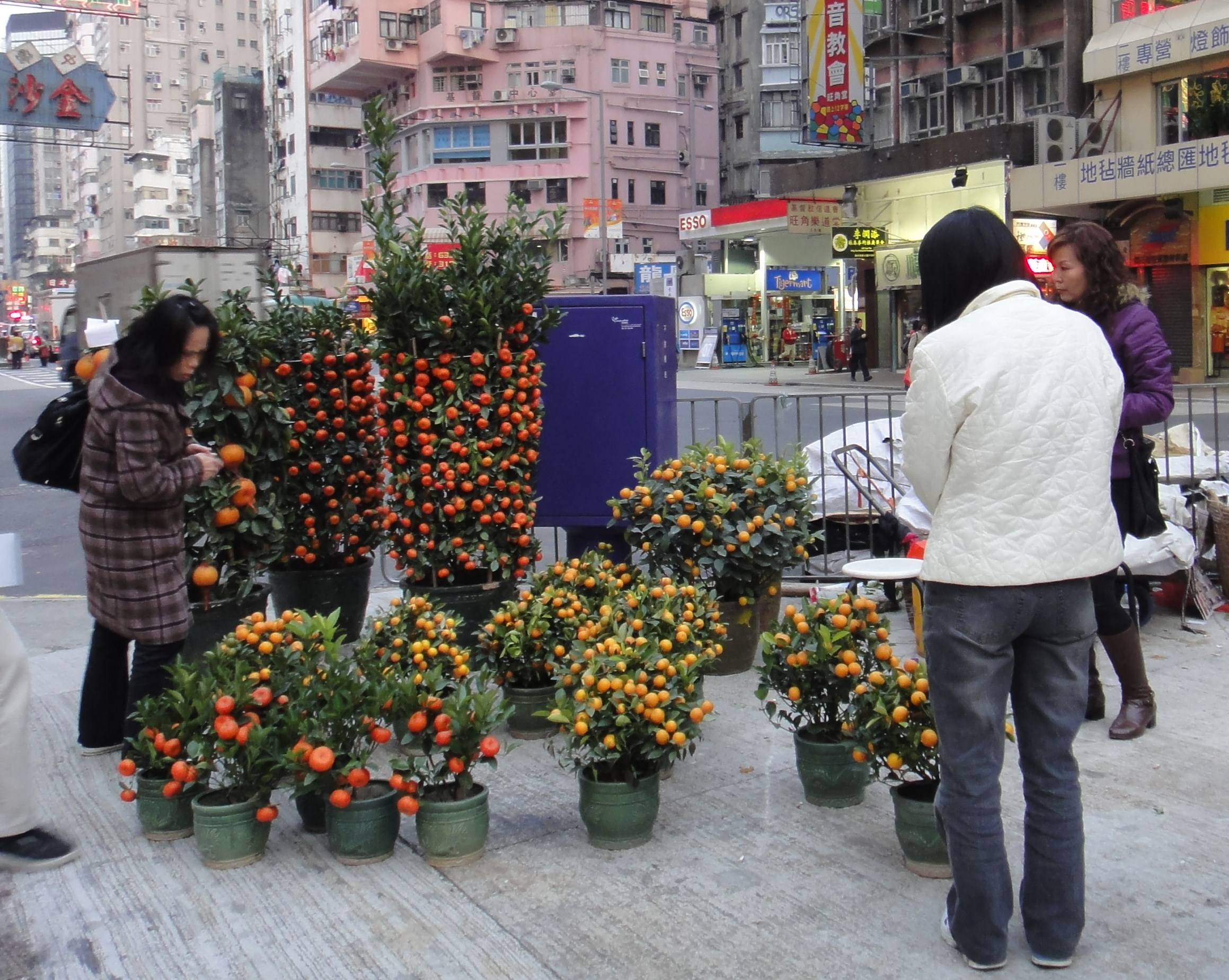
年桔を売る露天商

この他に、俗字の桔には「吉祥」の「吉」が含まれるため、多くの人が春節にこの木の盆栽を買い求め、年桔と称す。
かつて清では高級官僚によって皇帝に尊敬や忠誠の証として献上されていた。